# Vít (děkan)
Vít (latinsky Vitus; ? – 1. května 1271) byl kanovníkem a později i děkanem kapituly u sv. Víta v Praze. Kromě toho, že se stal se reformátorem církevního zpěvu, patřil také k významným mecenášům a kulturním osobnostem 12. století v Čechách.

## Život
Děkan Vít byl po celý svůj život spjat s Prahou. Studoval na pražské katedrální škole a roku 1235 se stal při svatovítské kapitule kanovníkem. Dne 22. září 1241 se stal jejím děkanem.
O Vítově životě zanechal podrobné svědectví Anonymní autor českých letopisů, známých dnes též jako Druhé pokračování Kosmovo. Podle letopisce proslul děkan Vít zejména svou výřečností, kterou prokazoval v četných kázáních, zbožností, štědrostí a organizačními schopnostmi. Jeho zásluhou byl zreformován liturgický provoz v pražské kapitule, k čemuž bylo zapotřebí nových liturgických rukopisů. Kanovníci se napříště ve zpěvu nechávali zastupovat profesionálními vikáři. Také zřídil placený katedrální pěvecký sbor tzv. bonifantů (dobrých žáků), složený z chlapců studujících v Praze. Pro chrám sv. Víta děkan zakoupil varhany a dal opisovat nejrůznější kodexy s notovými záznamy, které byly v Čechách dále šířeny.
Přičinil se i o výstavbu několika oltářů nejen v katedrálním chrámu, kde dal zhotovit nový oltář roku 1245, ale i v jiných kostelech v okolí (např. Strahov). Oltáře i prebendy oltářníků financoval z vlastních prostředků. Kromě toho na vlastní náklady nechal postavit či obnovit kostely sv. Vavřince ve Veliké Vsi, sv. Víta v Kojeticích a sv. Vojtěcha ve Sluhách. Přiměl také nejvyššího zemského sudího Čéče (1256–1264), aby vystavěl, resp. obnovil, kostel Všech svatých na Pražském hradě, přičemž to byl děkan Vít, kdo na stavbu najímal kameníky a kostel po dostavbě hmotně zabezpečil (výnosy ze dvou vsí).
Letopisec, přirovnávající Víta pro jeho činy a oddanost Bohu obdivně k proroku Samuelovi, nakonec zaznamenal i pochvalný latinský epitaf na děkanově náhrobku ve formě slovní hříčky: 
Nomen sortitus fuit a vita vere Vitus
Cuius erat vita morum fidei redimita
(„Vpravdě bylo vybráno jméno Vít od života / Koho život byl ověnčen mravy víry“).
Několik exemplářů liturgických bohatě zdobených rukopisů, které byly vyrobeny v iluminátorské dílně děkana Víta, je dochováno v Knihovně Národního muzea v Praze:
- Evangeliář. Sig. XIV A 10[nedostupný zdroj]
- Epistolář. Sig. XIV A 9[nedostupný zdroj]
- Svatovítský pontifikál. Sig. XIV B 9[nedostupný zdroj]